# 李僡
李僡（？—1853年），字惠人，陕西华阴人。清朝道光、咸丰年间政治人物，官至山东巡抚。任内防堵太平军，不遗余力。

## 生平
李僡为道光二年（1822年）进士，直隶即用为知县，补抚宁知县，又调青县。历官沧州、深州，擢为大名知府。调保定，升任大顺广道，迁按察使。道光二十一年（1841年），擢顺天府尹。道光二十六年（1846年），出任江苏布政使，因病退职。道光三十年（1850年），重新起用为甘肃布政使。咸丰元年（1851年），擢河南巡抚。咸丰二年（1852年），调山东巡抚。当时太平军自武昌东下攻打南京，李僡派遣精兵二千支援，并亲赴兗州、沂州、曹州各府查看形势，分兵防守险要地段；还令黄河渡船全部经过曹县刘家口、单县董家口，断绝其他渡口私渡，并大力搜捕捻军。
咸丰三年（1853年），太平军攻占南京，徐州反清民军蜂起，李僡再次前赴兗、沂、曹诸府督防。不久，扬州失陷，太平军继续北伐，李僡令防军分三路防御。此后数月，指挥各路军马堵截，最终太平军无法攻入山东。自从太平军兴起以来，清朝各地官吏能够做到守住本地领土且能出境进剿者，仅李僡一人，故深得咸丰帝嘉许。不久，李僡卒於任上，朝廷追赠总督、太子少保，谥恭毅。

## 延伸阅读
[在维基数据编辑]
 《清史稿·卷425》，出自趙爾巽《清史稿》